# Circuito Brasileiro de Voleibol de Praia Feminino - Challenger de 2012
O Circuito Brasileiro de Voleibol de Praia - Challenger de 2012, também chamado de Circuito Banco do Brasil de Vôlei de Praia Challenger, foi a primeira edição da competição nacional de Vôlei de Praia Challenger na variante feminina iniciado em 25 de maio de 2012.

## Resultados

### Circuito Challenger
| Evento                                                              | Ouro                              | Prata                          | Bronze                              | Quarto lugar                    |
| 1ª Etapa Aracaju, Sergipe 25 a 27 de maio de 2012.                  | /Thatiana Soares Érica Freitas    | /Vanilda Leão Shaylyn Bedê     | / Bárbara Seixas Ágatha Bednarczuk  | /Josimari Alves Thaís Rodrigues |
| 2ª Etapa São Luís, Maranhão 21 a 24 de junho de 2012.               | /Josimari Alves Thaís Rodrigues   | /Shaylyn Bedê Michelle "Chell" | /Rebecca Cavalcante Neide Sabino    | Vanilda Leão Michelle Carvalho  |
| 3ª Etapa Campo Grande, Mato Grosso do Sul 12 a 15 de julho de 2012. | /Andrezza Chagas Michelle "Chell" | /Shaylyn Bedê Raquel da Silva  | /Renata Trevisan Ribeiro Elize Maia | /Thatiana Soares Érica Freitas  |
| 4ª Etapa Maceió, Alagoas 23 a 26 de agosto de 2012.                 | /Andrezza Chagas Michelle "Chell" | /Vanilda Leão Neide Sabino     | /Shaylyn Bedê Karin Lundqvist       | /Thatiana Soares Érica Freitas  |